# Groot zoutgravertje
Het groot zoutgravertje (Dyschirius chalceus) is een keversoort uit de familie van de loopkevers (Carabidae). De wetenschappelijke naam van de soort werd in 1837 gepubliceerd door Wilhelm Ferdinand Erichson. De soort wordt ook wel in het geslacht Dyschiriodes geplaatst.